# Juan Manuel Saavedra Navarro
Juan Manuel Saavedra Navarro (n. Lima, 1 de noviembre de 1977) es un exfutbolista peruano que jugaba de defensa. Tiene 47 años.

## Clubes
| Club                   | País | Año       |
| ---------------------- | ---- | --------- |
| Somos Aduanas          | Perú | 2002      |
| Olímpico Somos Perú    | Perú | 2003-2004 |
| Deportivo Municipal    | Perú | 2005-2007 |
| Universidad San Marcos | Perú | 2008-2010 |
| Hijos de Acosvinchos   | Perú | 2011      |
| San Agustín            | Perú | 2012      |

## Palmarés

### Campeonatos nacionales
| Título           | Club                | País | Año  |
| ---------------- | ------------------- | ---- | ---- |
| Segunda División | Olímpico Somos Perú | Perú | 2004 |
| Segunda División | Deportivo Municipal | Perú | 2006 |